# Jurnalul terorii
Chernobyl Diaries (Jurnalele Cernobîlului) este un  film horror american regizat în 2012 de Brad Parker si produs de Oren Peli, cel care a scris și povestea. Filmul îi are drept interpreți pe Jonathan Sadowski, Jesse McCartney, Devin Kelley, Olivia Taylor Dudley, Ingrid Bolsø Berdal, Nathan Phillips și Dimitri Diatchenko și a fost filmat în Pripyat, precum și în localități din Ungaria și Serbia.

## Distribuția
- Jonathan Sadowski (Paul)
- Jesse McCartney (Chris)
- Devin Kelley (Amanda)
- Olivia Taylor Dudley (Natalie)
- Ingrid Bolsø Berdal (Zoe)
- Nathan Phillips (Michael)
- Dimitri Diatchenko (Uri)
- Miloš Timotijević
- Alex Feldman
- Kristof Konrad
- Pasha Lychnikoff